# طرائق رصدية في علم النفس
تتضمن الطرائق الرصدية في البحث النفسي رصد سلوك المشارك في التجربة ووصفه. يمكن أن يستخدم الباحثون الذين يستعملون الطريقة الرصدية درجاتٍ متنوعة من التحكم بالبيئة التي يجري فيها الرصد. هذا يجعل البحث الرصدي في مكان متوسط نوعًا ما بين الطريقة التي يكون فيها التحكم بتصميم التجربة شديدًا ومقاربة إجراء المقابلات الأقل تنظيمًا.

## أخذ العينات

### الطريقة الزمنية في أخذ العينات
الطريقة الزمنية في أخذ العينات هي طريقة تتضمن الحصول على عينات تمثيلية من خلال رصد المشاركين في التجربة بفواصل زمنية مختلفة. يمكن أن تُختار هذه الفواصل الزمنية بصورة عشوائية أو بصورة مجموعية. إذا اختار الباحث أن يستخدم الطريقة الزمنية المجموعية في أخذ العينات، ستُعمَّم المعلومات التي يجري الحصول عليها على المدة الزمنية التي حدث خلالها الرصد. بالمقابل، فإن الهدف من الطريقة الزمنية العشوائية في أخذ العينات هو القدرة على التعميم بين كل أزمنة الرصد. يجري اختيار الطريقة المناسبة من هاتين الطريقتين بالاعتماد على نوع الدراسة المجراة.
إحدى إيجابيات استخدام الطريقة الزمنية في أخذ العينات هي امتلاك القدرة على التحكم بالسياقات التي نعمم عليها في النهاية. بكل الأحوال، لا تكون الطريقة الزمنية في أخذ العينات مفيدةً إذا كان الحدث المتعلق بسؤالك البحثي يحدث بصورة غير متكررة أو غير متوقعة، لأنك غالبًا ستفقد الحدث خلال فترة الرصد القصيرة. في هذا السيناريو، تكون طريقة الاعتماد على الحدث في أخذ العينات أكثر فائدةً. في هذه الطريقة من أخذ العينات، يترك الباحث الحدثَ يحدد الوقت الذي سيحدث فيه الرصد. على سبيل المثال، إذا تضمن السؤال البحثي سلوكًا رصديًا خلال عطلة معينة، سيستخدم المرء طريقة الاعتماد على الحدث بدلًا من الطريقة الزمنية في أخذ العينات.

### طريقة الاعتماد على الموقف في أخذ العينات
تتضمن طريقة الاعتماد على الموقف في أخذ العينات دراسة السلوك في أماكن مختلفة وتحت ظروف وشروط مختلفة. بأخذ العينات من مواقف مختلفة، يقلل الباحثون احتمال أن تكون النتائج التي يحصلون عليها نوعيةً لمجموعة معينة من الظروف أو الشروط. لهذا السبب، تزيد طريقة الاعتماد على الموقف في أخذ العينات من الصلاحية الخارجية للنتائج الرصدية. بالمقارنة مع الطريقة التي يرصد فيها الباحثون أنماطًا معينة من الأفراد، يمكن للباحثين الذين يستخدمون طريقة الاعتماد على الموقف في أخذ العينات أن يزيدوا تنوّع المشاركين ضمن العينة المرصودة. قد يحدد الباحثون المشاركين الذين يجري رصدهم إما عبر اختيار المشاركين بصورة مجموعية (على سبيل المثال، كل طالب يحمل الرقم 10 في الكافيتيريا)، أو بصورة عشوائية، بهدف الحصول على عينة تمثيلية لكل المشاركين.
إذا أردت مثالًا جيدًا على طريقة الاعتماد على الموقف في أخذ العينات، انظر إلى هذه الدراسة التي أجرتها لافرانس ومايو في ما يتعلق بالفروقات في استخدام توجيه النظر كآلية تنظيم في المحادثة. في هذه الدراسة، رُصد أزواج من الأفراد في كافيتيريات الجامعة، والمطاعم، والمطار، وغرف انتظار المشافي، ومنافذ الوجبات السريعة في القطاع التجاري. باستخدام طريقة الاعتماد على الموقف في أخذ العينات، كان المحققون قادرون على رصد مجال واسع من الناس الذين يختلفون بالعمر والجنس والعرق والفئة الاجتماعية الاقتصادية، وبالتالي زيادة الصلاحية الخارجية لنتائج بحثهم.

## الطرائق الرصدية المباشرة

### الرصد دون تداخل
إذا تمنى الباحثون دراسة كيفية تصرف المشاركين بصورة طبيعية في ظروف معطاة، فسيستخدمون الرصد دون تداخل، والذي يُسمى أيضًا الرصد الواقعي. هذا النوع من الرصد مفيد لأنه يسمح للراصدين برؤية كيفية تصرف الأفراد في الوسط الطبيعي بدلًا من رؤية كيفية تصرفهم في الأوساط الصنعية ضمن مخبر أو في إطار تجربة ما. يمكن أن يُعرّف الوسط الطبيعي بأنه مكان تحدث فيه التصرفات بصورة عادية ولا تُدبّر خصيصًا من أجل رصد السلوك. الرصد المباشر ضروري أيضًا في حال أراد الباحثون دراسة شيء يكون التحكم به في المخبر غير أخلاقي. على سبيل المثال، لا تسمح لجنة المراجعة المؤسساتية (آي آر بي) للباحثين المهتمين باستقصاء الإساءة اللفظية بين أزواج من اليافعين بأن يضعوا أزواجًا منهم في أوساط مخبرية تُشجّع فيها الإساءة اللفظية. على كل حال، عندما يضع المرء نفسه في مكان عام قد تحدث فيه هذه الإساءة، يمكن له أن يرصد هذا التصرف دون أن يكون مسؤولًا عن حدوثه. يمكن أن يُستخدم الرصد الواقعي أيضًا للتحقق من الصلاحية الخارجية، إذ يسمح للباحثين بفحص إمكانية تعميم نتائج التجربة على سيناريوهات العالم الواقعي. يمكن أن يُجرى الرصد الواقعي أيضًا في التجارب المنظّمة التي يكون تطبيق التجربة فيها مكلفًا جدًا. قد يكون الرصد دون تداخل إما علنيًا (يعني أن المشاركين يعلمون أنهم مرصودين) أو خفيًا (يعني أن المشاركين لا يعلمون أنهم مرصودين).
هناك عدة سلبيات ونواقص للرصد الواقعي. إحداها أنه لا يسمح للباحثين بإعطاء تعابير عادية حول المواقف التي يرصدونها. لهذا السبب، يمكن أن يوصف السلوك فقط ولا يمكن أن يُفسَّر. بالإضافة إلى ذلك، هناك مخاوف أخلاقية متعلقة برصد الأفراد دون موافقتهم. إحدى الطرق الممكنة لتجنّب هذه المشكلة هي بإعلام المشاركين بعد رصدهم وطلب موافقتهم عندها، وذلك قبل استخدام هذا الرصد في البحث. تساعد هذه الطريقة أيضًا في تجنب أحد مخاطر الرصد العلني التي يطلب فيها الراصدون الموافقة قبل أن يبدؤوا بالرصد. في هذه المواقف، عندما يدرك المشاركون أنهم مرصودين، فإنهم قد يغيرون سلوكهم في محاولة منهم لجعل أنفسهم يبدون محبوبين. قد يكون الرصد الواقعي مستهلكًا للوقت أيضًا، وأحيانًا يتطلب العشرات من جلسات الرصد التي تدوم لأوقات طويلة يوميًا لجمع معلومات حول السلوك المرصود. وأخيرًا، لأن السلوك يُدرك بصورة شخصية، قد يلاحظ الراصدون المختلفون أمورًا مختلفة أو يتوصلون لنتائج مختلفة من رصدهم.

### الرصد مع تداخل
يستخدم معظم الأبحاث النفسية الرصدَ مع بعض التداخل. تتضمن أسباب التداخل: التسبب بوقوع حدث ما يجري عادة بصورة غير متواترة في الطبيعة أو يكون صعب الرصد فيها، وتنويع صفات حدث منبه لاستقصاء حدود استجابة كائن ما، والحصول على موقف أو حدث يكون عادةً مغلق في وجه الرصد العلمي، وتدبير شروط يمكن التحكم فيها بالأحداث الأولى الهامة وقراءة السلوكيات الناتجة عنها بسهولة، وإنشاء مقارنة من خلال التلاعب بمتغيرات مستقلة بغرض تحديد تأثيراتها على السلوك. هناك ثلاث طرائق مختلفة للرصد مع التداخل هي: رصد المشارك، والرصد المنظَّم، والتجارب الميدانية.

### رصد المشارك
يتميّز رصد المشارك بأنه إما أن يكون مقنَّعًا أو غير مقنَّع. في الرصد غير المقنَّع، يعلم الأفراد المرصودون أن الراصد موجود بغرض جمع معلومات حول سلوكهم. تُستخدم هذه التقنية غالبًا في فهم ثقافة وسلوك المجموعات أو الأفراد. بالمقابل، في الرصد غير المقنَّع، لا يعلم الأفراد المرصودون أنهم كذلك. تُستخدم هذه التقنية غالبًا عندما يعتقد الباحثون أن الأفراد سيغيرون سلوكهم خلال الرصد بسبب معرفتهم أن أحدًا ما يسجّل ما يقومون به. كمثال مهم على البحث المقنَّع، راجع تجربة روزنهان التي يسعى فيها عدة باحثون إلى تأمين قبول في 12 مشفى عقلي مختلف لرصد التفاعلات بين الموظفين والمرضى وإجراءات تشخيص المرضى وإطلاقهم. هناك فوائد عديدة للقيام برصد المشارك. أولًا، يسمح بحث رصد المشارك للباحثين برصد السلوكيات والمواقف التي لا تكون مفتوحةً عادةً للرصد العلمي. بالإضافة إلى ذلك، يسمح بحث رصد المشارك للراصد بأن يختبر نفس التجربة التي يختبرها الناس المشتركون في الدراسة، ما يعطي إدراكًا وفهمًا مهمَّين للأفراد والمجموعات. على كل حال، هناك سلبيات عديدة للقيام برصد المشارك. أولًا، قد يفقد راصدو المشارك موضوعيتهم نتيجة للمشاركة في البحث. يحدث هذا عادةً عندما يبدأ الراصدون بالتعرف على الأفراد المشاركين في الدراسة، وتزاد خطورة هذا التهديد عمومًا كلما زاد اشتراك الراصد. ثانيًا، قد يؤثر راصدو المشارك بصورة غير مناسبة على الأفراد الذين يسجلون سلوكهم. يصعب قياس هذا التأثير، ويكون أكثر ظهورًا عندما تكون المجموعة المرصودة صغيرة أو عندما تكون نشاطات الراصد بارزة. أخيرًا، يثير الرصد المقنَّع بعض القضايا الأخلاقية المتعلقة بالحصول على المعلومات دون علم المجيب. على سبيل المثال، إن المراقبات التي جمعها راصد مشارك في غرفة محادثة على الإنترنت تناقش كيفية تأييد العنصريين للعنف العرقي قد تكون دليلًا مجرِّمًا جُمع دون علم المجيب. تكمن المعضلة هنا في أنه لو جرى الحصول على قبول المشاركين، فسيختار المجيبون ألا يتعاونوا.

### الرصد المنظم
يمثل الرصد المنظم حلًا وسطًا بين الرصد الواقعي السلبي غير التداخلي، والتلاعب المجموعي بالمتغيرات المستقلة والتحكم الدقيق الذي تتميز به التجارب المخبرية. قد يحدث الرصد المنظم في وسط طبيعي أو مختبري. ضمن الرصد المنظم، غالبًا ما يتداخل الراصد بغرض التسبب بوقوع حدث أو لتجهيز موقف حتى تكون الأحداث قابلة للتسجيل بصورة أسهل مما تكون عليه دون تداخل. تستفيد مواقف مماثلة من حليف يصنع الموقف من أجل رصد السلوك. يُوظَّف الرصد المنظم عادةً من قبل علماء النفس التطوريين والسريريين أو لدراسة الحيوانات في البراري. إحدى فوائد الرصد المنظم أنه يسمح للباحثين بتسجيل السلوكيات التي يصعب رصدها باستخدام الرصد الواقعي لكنها طبيعية أكثر من الظروف الصنعية المفروضة في المخبر. على كل حال، يمكن أن تحدث مشاكل في تفسير الرصد المنظم عندما لا تُتّبع نفس الإجراءات الرصدية في جميع المراقبات ومن قبل جميع الراصدين، أو عندما لا يجري التحكم بالمتغيرات الهامة بين المراقبات.

### التجارب الميدانية
في التجارب الميدانية، يتلاعب الباحثون بواحد أو أكثر من المتغيرات المستقلة في وسط طبيعي لتحديد تأثير كل منها على السلوك. تمثل هذه الطريقة أكثر أشكال التداخل شدةً في الطرائق الرصدية، ويكون الباحثون فيها قادرين على امتلاك تحكم أكبر بالدراسة والمشاركين. يسمح إجراء التجارب الميدانية للباحثين بالقيام باستدلالات عادية انطلاقًا من نتائجهم، وبالتالي زيادة الصلاحية الخارجية. على كل حال، قد ينقص التفنيد من الصلاحية الداخلية لدراسة ما، وقد تُثار قضايا أخلاقية في تجارب تتضمن خطرًا عاليًا. كمثال مهم على دراسة التجربة الميدانية، راجع هذه الدراسة التي أجراها ميلغرام، وليبرتي، وتوليدو، وَواكينهَوت، لاستكشاف العلاقة بين الهيئة الفراغية الفريدة للطابور والوسائل التي يدافع فيها عن كرامته.